# Taraunitis
Taraunitis (em latim: Taraunitis), segundo a Geografia de Ananias de Siracena (século VII), foi um gavar (cantão) da província de Turuberânia da Grande Armênia, agora na província de Muxe, Turquia.

## Nome
O cantão de Taraunitis foi conhecido sobre diversos nomes. Em armênio foi registrado como Taraum (Տարաւն) ou Tarom (Տարօն), em grego como Taraunom Coria (Ταραυνών Χωριά, Taraunṓn Khōriá; lit. "Terra/País de Taraunom"), Tarom (Ταρών, Tarṓn), Taranom (Ταραννών, Tarannṓn), em árabe como Tarum (em árabe: Tarūn) e em latim como Taraunitis e Tauraunício (Ta[u]raunitium). Esse nome foi por vezes utilizado como sinônimo da província da Turuberânia, que possivelmente seria a tradução Armênia para Armênia Interior, uma das províncias do Império Bizantino fundadas pelo imperador Maurício (r. 582–602) em 591.

## Geografia

Expansão dos domínios Mamicônios

Segundo a Geografia de Ananias de Siracena, Taraunitis era um dos gavares (cantões) da província de Turuberânia da Grande Armênia, agora na província de Muxe, Turquia. Compreendia a grande planície de Muxe que é irrigada pelos rios Arasani (Murate) e Mel (Cara Su). Era um dos distritos mais férteis e densamente povoados da Armênia e fontes armênias citam cerca de 150 cidades, vilas, fortes e mosteiros. As principais estradas da Armênia central à Mesopotâmia passaram por sua planície, tal como a principal estrada da Armênia central à Anatólia. Taraunitis subdividia-se em duas entidades distintas. A primeira delas era Taraunitis Menor (3 195 quilômetros quadrados), que era dividida em Taraunitis Oeste e Taraunitis Leste. Taraunitis Oeste era um estado templário dedicado ao santuário de Vaagênio em Astisata, cujo sumo sacerdócio pertenceu à família Vanúnio antes dos gregóridas tomarem posse dele após a cristianização da Armênia e então os mamicônidas por meio de um casamento. Taraunitis Leste (*Selcúnia?, *Słkunik'?), por conseguinte, estava centrado em Volando (Olacã), que pertenceu aos selcúnidas antes dos mamicônidas tomarem posse. O cantão de Aspacúnia (3 850 quilômetros quadrados) fazia parte de Taraunitis Menor, mas é incerto se em Taraunitis Oeste ou Leste. A outra entidade homônima chamava-se Taraunitis Maior (7 695 quilômetros quadrados), que compreendia os três territórios supracitados e os distritos de Arsamúnia, que pertenceu aos mandacúnidas antes de ser incorporada pelos mamicônidas, Palúnia, que era mantido pelos palúnidas até o século V, quando foi tomada pelos mamicônidas, e o território tribal de Cotaitas, que foi incorporado pelos mamicônidas na mesma época.

## História

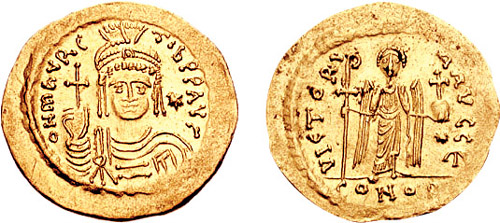
Soldo de Maurício r.

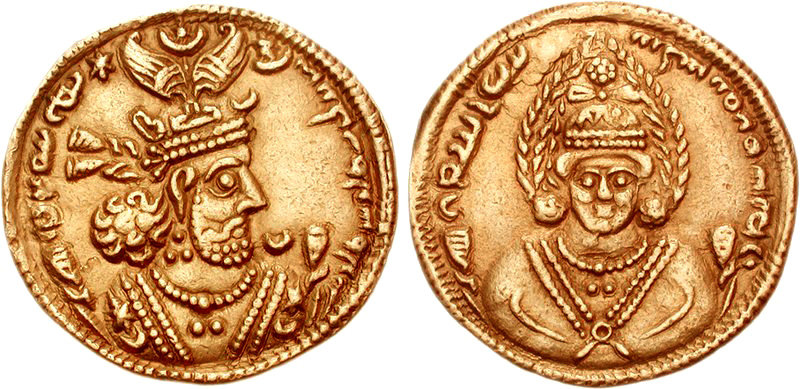
Dinar de ouro de r.

O distrito mamicônida de Taraunitis foi reconhecido como um episcopado separado e foi sede do maior dos três bispos dinásticos associados a essa família. Com a abolição da monarquia armênia pelo Império Sassânida e a criação de uma nova província em 428 e o martírio de Vardanes II em 451, os Mamicônios foram colocados na vanguarda da política armênia. Em 481, Vaanes I, em apoio a Vactangue I (r. 447–522) do Reino da Ibéria, rebelou-se contra os sassânidas. De Taraunitis, Vaanes comandou seus exércitos em várias batalhas bem-sucedidas contra os persas, tendo ele, em 484, usado a região como refúgio quando o marzobã Sapor Mirranes veio com novos contingentes. Em 591, o imperador Maurício recebeu vastas porções da Armênia sassânida em compensação da ajuda militar prestada ao xainxá Cosroes II (r. 590–628). Todos os distrito que compunham Turuberânia foram incluídos na recém-fundada Armênia Interior.
João Mamicônio redigiu um romance "histórico" relativamente curto chamado História de Taraunitis, que descreveu eventos significativos ocorridos no distrito durante as guerras bizantino-sassânidas, quando o xainxá era Cosroes II (r. 590–628). O romance registra as façanhas de cinco gerações de mamicônidas (Musel II, Vaanes II, Simbácio I, Vaanes III e Tigranes I) para defender os edifícios eclesiásticos locais, sobretudo o Mosteiro de São Precursor, e os cristãos no distrito.  No século VIII, os Mamicônios lideraram várias revoltas contra a ocupação árabe da Armênia até que grande parte da nobreza foi exterminada na Batalha de Bagrauandena em 25 de abril de 775. A batalha pôs fim do poder Mamicônio e Asócio IV dos bagrátidas se apoderou dos bens de seu tio Samuel II, deixando apenas Bagrauandena ao príncipe Sapor. Taraunitis tornar-se-ia então um principado autônomo em posse dos bagrátidas, enquanto so Mamicônios fugiram ao Império Bizantino. Em 966/7, os bizantinos anexaram Taraunitis e aparentemente os Mamicônios retornaram ao seu distrito ancestral, ao menos em sua porção sul. Em 1058, Tornício Mamicônio repeliu invasores turcomanos dali e desde a derrota bizantina na Batalha de Manzicerta de 1071, fundou uma linhagem torníquida em Muxe, que reteve Taraunitis Maior com Arsamósata, Astianena e Sassúnia até sua eventual expulsão pelos xás da Armênia (Shah-Arman). Desde então, Taraunitis deixou de existir como entidade separada e foi tomada, na sequência, por mongóis, turcomanos e otomanos no reinado do sultão Selim I (r. 1512–1520).